# Такахаси, Сатоми
Сатоми Такахаси (яп. 高橋 里美; 1886—1964) — японский учёный, философ, заслуженный профессор и 9-й президент Университета Тохоку, член Японской академии наук.

## Биография
После окончания средней школы в Йонедзаве окончил Токийский Императорский университет, Университет Бункё по специальности философия. Окончил аспирантуру Токийского Императорского университета.
Критиковал Нисиду Китаро за его взгляды, изложенные в диссертации «Факты и значения феноменов сознания» и привлек внимание к широкому обсуждению противоречий с Нисидой. Является одним из немногих философов, который создал свою собственную философскую систему, которая может конкурировать с философией Нисиды, а также известен как создатель феноменологии.
9-й президент Университета Тохоку (1949—1957).
В августе 2016 года была создана Международная исследовательская группа Сатоми Такахаси.

### Хронология
- 1919 профессор Ниигатской Высшей школы
- 1921 доцент Императорского университета Тохоку
- 1928 профессор Императорского университета Тохоку
- 1947 директор школы Ямагата
- 1948 доктор философии (Университет Тохоку)
- 1949 президент Университета Тохоку (1949—1957)
- 1950 член Японской академии наук
- 1957 почётный профессор Университета Тохоку
- 1958 заслуженный деятель японской культуры[англ.].